# مقاطعة سومرفيل (تكساس)
مقاطعة سومرفيل (بالإنجليزية: Somervell  County)‏ هي إحدى المقاطعات في ولاية تكساس، الولايات المتحدة الأمريكية.